# 中央革命捜査局
中央革命捜査局（ちゅうおうかくめいそうさきょく、英語: Central Revolutionary Investigation Department,CRID）は、エチオピアの秘密警察組織。軍とは別の指令系統を有し、本部はアディスアベバに置かれている。また、エチオピア当局の指導の下、ソマリア領内でも活動を行っている。